# Jean Etienne Charles Marcel Ratyé
Jean Etienne Charles Marcel Ratyé (Lione, 19 maggio 1863 – Paradou, 20 settembre 1946) è stato un ammiraglio francese, che combatté durante la Guerra sino-francese e durante la conquista del Madagascar. Prese parte alla prima guerra mondiale, e nel dopoguerra fu membro della Commissione navale interalleata dell'Adriatico e poi comandante della Scuola superiore della marina e del Centro di Alti studi Navali (Centre des Hautes Études navales)..

## Biografia
Nacque il 19 maggio 1863 a Lione (Rhône), ed entrò nella Marine Nationale nel 1880. Nominato Aspirante il 2 ottobre 1883, si imbarcò sul Trident, appartenente alla Squadra del Mediterraneo, passando poi sull'incrociatore protetto Bayard, e poi sul Nielly operante nei mari al largo della Cina in seno alla squadra dell'ammiraglio Courbet. Durante la Guerra sino-francese prese parte allo sbarco di Tamsui, alla presa di Keelung dove rimase ferito, e quindi al combattimento di Shei-Po. Il 2 ottobre 1885 fu nominato sottotenente di vascello, e il 1 gennaio 1886 si imbarcò nuovamente sul Nielly, operante in seno alla divisione navale dell'Oceano Indiano. Comandò la compagnia da sbarco dell'incrociatore, partecipando alla battaglia di Farafatte durante la conquista del Madagascar. Rientrato in Patria, nel 1887 si imbarcò sull'incrociatore protetto Sfax, appartenente alla Squadra di Evoluzione passando quindi sulla Couleuvrine nel 1888, e quindi sul Colbert nel 1889.
Promosso tenente di vascello il 12 novembre 1889, si imbarcò come ufficiale di manovra sul Requin, appartenente all'Escadre du Nord nel 1890. Nel settembre 1892 fu nominato ufficiale di ordinanza del Ministro della Marina, e tra il 1893 e il 1894 fu assegnato alla 2ª Sezione dello Stato maggiore generale. Nel 1895 divenne Aiutante di campo dell'ammiraglio Alfred Gervais, che alzava la sua insegna sulla nave da battaglia Richelieu, appartenente alla Squadra di riserva (Escadre de réserve). Nominato Cavaliere della Legion d'onore l'11 luglio 1895, l'anno successivo fu trasferito sulla corazzata Brennus, operante in seno alla Squadra del Mediterraneo.
Nel 1898 assunse il comando del Chevalier, e nel 1899 fu nuovamente Aiutante di campo dell'ammiraglio Gervais, prendendo parte alle grandi manovre navali del 1900, 1901, e 1902. Il 1 gennaio 1903 assunse il comando della corazzata da crociera Vauban, della Squadra dell'Estremo Oriente, in riserva speciale a Saigon, Vietnam. Promosso capitano di fregata il 18 marzo 1905, fu vicecomandante della 3ª Flottiglia torpediniere di stanza a Rochefort e poi secondo in comando sull'incrociatore corazzato Jules Ferry. Nel 1907 assunse il comando della Isly, passando l'anno dopo al comando dell'incrociatore protetto Du Chayla. Nel 1910 divenne Professore di strategia e tattica navale presso la Scuola superiore della Marina a Parigi. Promosso capitano di vascello il 26 dicembre 1911, fu nominato vicedirettore della Scuola superiore della Marina. Il 22 agosto 1913 fu nominato comandante dell'incrociatore corazzato Ernest Renan appartenente alla Squadra leggera (Escadre légère), e dopo lo scoppio della prima guerra mondiale partecipò alla prime operazioni navali in Mediterraneo e in Adriatico. Tra l'ottobre 1915 e l'ottobre 1917 comandò la nave da battaglia Mirabeau, venendo promosso contrammiraglio il 14 dicembre 1917 quando si trasferì a Malta per prendere parte alle operazioni antisommergibili.
Dopo la fine della guerra, nel 1920 divenne comandante della missione francese presente all'interno della Commissione navale interalleata dell'Adriatico. Viceammiraglio dal novembre 1921 comandò la Scuola superiore della marina e poi il Centro di Alti Studi navali. Lasciò il servizio attivo nel maggio 1925, spegnendosi a Paradou (Dipartimento delle Bocche del Rodano) il 20 settembre 1946.

## Pubblicazioni
- La stratégie navale britannique, Le plan de guerre britannique, in La guerre navale racontée par nos amiraux. Tome II,  Librairie Schwarz, Paris, 1926.

### Annotazioni
1. ↑  Al comando del capitano di vascello Frédéric Dordolot des Essarts.
2. ↑  In quello stesso anno sposò la signorina Léonie Vincenot (1878-1971).
3. ↑  La Commissione era composta dall'ammiraglio francese Ratyé, da quello britannico Kiddle, dallo statunitense Niblack e dall'italiano Rombo.

### Fonti
1. ↑  Piouffre, Simoni 2001, p. 36.
2. ↑  Piouffre, Simoni 2001, p. 110.
3. ↑  Piouffre, Simoni 2001, p. 113.
4. ↑  Labayle-Couhat 1974, p. 18.
5. ↑  Labayle-Couhat 1974, p. 58.
6. ↑  Labayle-Couhat 1974, p. 64.
7. 1 2  Labayle-Couhat 1974, p. 61.
8. ↑  Halpern 2009, p. 95.
9. ↑  Labayle-Couhat 1974, p. 25.